# Beto (cantante)
Beto, pseudonimo di Albertino João Santos Pereira (Peniche, 28 dicembre 1967 – Caldas da Rainha, 23 maggio 2010), è stato un cantante portoghese.

## Biografia
Inizia la sua carriera di cantante a 5 anni, a 17 anni si trasferisce a Torres Vedras e inizia ad essere frontman di vari gruppi musicali portoghesi.
Nel 1992, fonda i Tanimara, considerata una delle migliori coverband dell'epoca, ospitata maggiormente dal bar Xafarix a Lisbona per l'esecuzione di concerti live.
Nel 1998 è invitato dal Maestro José Marinho per rappresentare il Portogallo nel Festival dell'OTI, in Costa Rica, con il tema "Quem Espera (Desespera)", classificandosi al 3º posto.
Molti suoi colleghi cantanti gli hanno riconosciuto talento, invitandolo a partecipare nei loro album, come ad esempio Rita Guerra e Paulo de Carvalho, Luís Represas e Paulo Gonzo, in tutto il paese e in sale di prestigio come i Coliseus e il Centro Cultural de Belém.
Ha un particolare successo "Brincando com o Fogo", con Rita Guerra, canzone molto amata dal pubblico.
Nel 2000 viene invitato a incidere un disco a duo con Rita Guerra. L'album "Desencontros" ha dato origine ad una tournée con decine di spettacoli in tutto il paese.
Tra il 2000 e 2003 incide 8 temi per le colonne sonore delle telenovele.
Il 14 di luglio del 2003 lancia il suo album di esordio a solo, "Olhar em frente", con canzoni come "Memórias Esquecidas" (canzone della telenovela "Coração Malandro"), «Dois Corações Unidos» (della telenovela «Nunca Digas Adeus») e «Tudo Por Amor» (della telenovela «Tudo Por Amor»).
Il disco vende in quattro mesi più di 13 000 copie e viene certificato Disco d'Argento dall'Associação Fonográfica Portuguesa.
Dopo poco più di un anno dell'uscita di quest'album entra subito a far parte del Top di vendite nazionale, restando più di 57 settimane consecutive nella Hit Parade, raggiungendo il disco di Platino (doppio platino, secondo le nuove regole dell'AFP) ed essendo il disco portoghese più venduto nel 2004 (intorno alle 50 milioni di copie).
Nel frattempo partecipa ad alcuni album di altri artisti come Gonçalo Pereira e Ménito Ramos.
Il 2 maggio del 2005 lancia l'album "Influências". In soli 6 mesi diventa album di platino con quasi 30 000 copie vendute. La tournée inizia dal vivo al Coliseu dos Recreios em Lisboa.
Nell'ottobre del 2005, invitato da Maria João Abreu e José Raposo, esordisce al teatro: 'A Revista è Liiinda', uno spettacolo che l'imprenditore Hélder Freire Costa presenta nel Teatro Maria Vitória. Interpreta "Estrela Da Manhã" e "Podia Ter Sido Amor" in duetto con Paula Sá.
Cambia editore e pubblica  "Porto de Abrigo", un disco con una sonorità più acustica e pura, dove prova a consolidare i legami già creati con il suo pubblico.
Il 4 maggio del 2010 realizza la sua ultima esibizione nell'Evento Solidariedade - DESMISTIFICA SIMPLIFICA. Questo evento è stato organizzato dagli alunni del Núcleo de Curso de Gestão de Lazer e Turismo de Negócios della Scuola Superiore di Turismo e Tecnologia do Mar di Peniche in collaborazione con la CERPIC PENICHE.
Muore nella mattina del 23 di maggio del 2010, in un hotel di Caldas da Rainha, vittima di un aneurisma cerebrale.. Aveva 42 anni.

## Discografia

### Studio
- 2000 - Desencontros (in duetto con Rita Guerra)
- 2003 - Olhar em Frente
- 2005 - Influências
- 2006 - Porto de Abrigo
- 2008 - Por Minha Conta e Risco
- 2009 - O Melhor de Beto
- 2012 - Memórias Esquecidas
- 2015 - Memórias

### Compilation
- 199* - Brincando Com O Fogo
- 1994 - Al You Need Is Love - "Love is" (con Rita Guerra)/ I'm Not In Love
- 1996 - In Love - Love is" (con Rita Guerra)
- 2004 - Queridas Feras (BSO) - "Brincando Com O Fogo"